# 大味健一郎
大味 健一郎（おおみ けんいちろう）は、日本のゲームクリエイター。プログラマ。講師。『いづみ事件ファイルシリーズ』、『タイプチューン』、『北斗の拳 激打MAX』の生みの親。株式会社スクリプトアーツ元代表取締役。有限会社プローバワークス元代表取締役会長。株式会社ブラフマーズジャパン元取締役。アミューズメントメディア総合学院元非常勤講師。G&Eビジネススクール元非常勤講師。東京工芸大学元非常勤講師。ディー・エヌ・エー（DeNA）元プロデューサー。

## 人物
18歳でゲームアーツでアルバイトをし始める。
22歳でビジネス系開発会社に就職し、ファームウェア（組込み系）の開発に従事していたが、ゲームアーツ等のゲーム関連の活動は継続。
24歳で通信系開発会社に引き抜かれたが半年で倒産し、これをきっかけにフリーランスとして、ビジネスソフト（ファームウェア）、通信ソフト、ゲームソフトの開発者として活躍し始める。
27歳でスクリプトアーツを起業し、代表取締役に就任。
1995年にグランディアの開発に参画。
2000年に宮路武の誘いにより、ジー・モードの初期リリースの40％以上を任された。
2009年にパックマンの作者の岩谷徹の誘いにより、東京工芸大学で非常勤講師を頼まれる。
2011年5月に破産を東京地裁に自己申請。
2011年6月にディー・エヌ・エー（DeNA）にプロデューサーとして活動。
2013年9月に総合プロデュースした北斗の拳 激打MAXをリリース。
2015年9月に北斗の拳 激打MAX「ハマり度総合ランキング第1位」を獲得。
2016年11月に北斗の拳 激打MAXの課金最終日に「ハマり度総合ランキング第6位」に返り咲く。

## 作品
- 餓狼伝説2(SFC)
- ワールドヒーローズ(SFC)
- ぷよぷよ通(SS)
- ダービースタリオン(SS)
- チャルメラ(PS)
- グランディア(SS)
- グランディア(PS海外版)
- ラグナキュール・レジェンド(PS)
- フェイバリットディア(Win)
- プーさんのハニーハント メール(FP)
- 高機動幻想ガンパレード・マーチ 士魂の剣(FP)
- アクアゾーン モバイル(FP)
- インターネット博覧会(NTTコムウェア)・めたもるこみゅん(Win)
- インターネット博覧会(NTTコムウェア)・プラネットワークス(Win)
- ザナドゥ・ネクスト(N-Gage)
- イースVI -ナピシュテムの匣-(FP)
- イース -フェルガナの誓い-(FP)
- イース・オリジン(FP)
- 英雄伝説III 白き魔女(FP)
- 英雄伝説VI 空の軌跡FC(FP)
- ロードモナーク01(FP)
- フーズパニック01(FP)
- モンスタードミニオン01(FP)
- SWITCH (セガのゲーム)(PS2)
- ゴーストピンボール(FP)
- ケイバモノガタリ(FP)
- いづみ事件ファイルシリーズ(FP/DS)
- すみれ推理紀行シリーズ(FP)
- 探偵 神宮寺三郎 新宿中央公園殺人事件(FP)
- 探偵 神宮寺三郎 横浜港連続殺人事件(FP)
- 聖剣伝説(FP/iOS)
- 聖剣伝説2(FP/iOS)
- A-TYPE ayumi hamasaki touch typing software(Win)
- キャプテン翼 ～実況タイピング～(Win)
- 蒼天航路(パチンコ実機)
- 超重神グラヴィオン(パチスロ実機)
- Crazy Doubles(海外カジノ用スロットマシン)
- みんなで自分の説明書 〜B型、A型、AB型、O型〜(DS)
- タイプチューン(AC)
- 北斗の拳 激打MAX ～１億人のタイピング伝説～(WEB)
- ファンタジーライフ オンライン(iOS/Android)
- OCTOPATH TRAVELER(Switch)

## 関連人物
- 宮路洋一
- 宮路武
- 五代響
- 嶋田智幸
- 岩谷徹 (ゲームクリエイター)
- 川村順一
- 中村光一
- 山名学
- 多和田吏
- 岩垂徳行
- 溝口功
- 河上京子
- 長木一記
- 加藤正幸
- 呉英二
- 谷逸平
- 柴尾英令
- 中井覚
- 西山英一
- 上田和敏
- 遠藤雅伸
- 前川正人
- 山藤武志
- 大堀康祐
- 赤川良二
- 青沼実
- 宮崎暁(ゲームクリエイター)
- 大場規勝
- 仁井谷正充
- 斎藤由多加
- 真田哲弥
- 田中政志
- 聖咲奇
- 内田順久
- 山崎理
- すずきまさかつ
- 町田松三